# 伴随免疫
伴随免疫（concomitant immunity）是一种非消除性免疫，指一些持续性感染提供的可以防止同源病原体再次感染的一定程度的免疫力。伴随免疫是病原体依赖性的，强调机体对再感染的抵抗力与原发感染的持续存在同时发生这一“矛盾的免疫状态”。
人体对结核分枝杆菌（M. tuberculosis）、血吸虫等一些病原体的早期感染通常表现为伴随免疫。

## 生物学意义
伴随免疫有助于减少病原体种间竞争和种内竞争。
由于在伴随免疫的状态下产生的免疫力可以防止同源病原体的再次感染，伴随免疫有助于减少种间竞争；亦有学者提出：伴随免疫通过减少宿主体内的种内竞争来最大限度地提高成虫的适应性。如，人体在血吸虫感染早期产生的针对血吸虫特异性抗原的获得性免疫应答主要表现为对再次入侵的童虫具有一定的杀伤作用，而不杀伤原发感染的成虫。